# 東京女子高制服図鑑
『東京女子高制服図鑑』（とうきょうじょしこうせいふくずかん）は、東京の女子高校生の制服をイラストで集め、図鑑の形式にした書籍である。1985年7月に著者は森伸之、装丁は南伸坊、出版元は弓立社（ゆだちしゃ）、ソフトカバーで215ページ定価1200円で刊行。毎年のように改訂が行われ、1994年版までのロングセラーとなる。

## 内容
主たる内容は私服校を除く東京都内の私立高等学校全151校（女子高・共学校）の女子制服（夏服）の解説であり、一ページに一校を紹介する体裁をとる。それぞれのページには上に囲みで高校名と校章、その下は左側を文字、右側をイラストとしており、文字記事は上に所在地や交通、生徒数等の基本データ、下によりフリーな解説文がある。右側には著者の手によるその制服を着た女子のイラストがおかれる。夏服を題材にしたのは、著者によると着る期間の短い夏服に、その学校がどれだけ制服に気を使っているかが現れ「夏服を見れば、その学校がわかる」のだという。
全体は行政区分や地域ごとに分けて配置され、それぞれの地域に関する解説もつく。巻頭には前書き、目次の次に「この本の使い方」として凡例が置かれ、また巻末にはセーラー服の歴史に関する解説や、絶滅した（諸般の理由で使われなくなった）制服、セーラーカラーの特徴による判別法が置かれるなど、図鑑的な体裁を忠実に守っている。なお、表裏の表紙は、ハンガーにつるされた極めて標準的な夏セーラー服の長袖タイプのセーラー服の上下であるが、これはモデルチェンジによって引退した潤徳女子高等学校の中間服で卒業生が寄贈したものである。
その後続編として、冬服をメインとしたシリーズ本『「制服図鑑」通信』1－3（弓立社、1986年～1988年）と、神奈川・千葉・埼玉の私立高校の女子制服をターゲットにした『女子高制服図鑑・首都圏版』（弓立社、2000年）などが発刊された。

## 位置付け
元々著者は女子高生の制服に関心があり、上京した時にあまりの制服の多彩さに驚き、それらをメモに取り、イラスト化して集め始めたと言う。それを友人の勧めで同人誌として出したのがきっかけである由。
前書きによると、この書の想定する読者および使われ方には三通りあり、一つは本を眺めて楽しむ、二番目はリセ・ウォッチングと称して女子高生を観察することを目指す人の助けとなること、そして三番目は学校を制服で選びたい人の参考に、とのことである。しかしながら、女の子のイラストを見たい、という欲求も想定していたことはまず間違いなく、先述の同人誌出版についても、ちょうどロリコンブームであったこともその動機に挙げられている。ただし当時のそのようなオタク層に受け入れられるものではなかったらしく、売れ行きはさっぱりであったとのこと。
著者自身は美学校考現学研究室の出身であり、この作品も赤瀬川原平らの路上観察学の中に位置付けられた。この書には最後に関田浩一、中森明夫、赤瀬川原平が文章を寄せている。また、赤瀬川らの編による『路上観察学入門』に森も文章を寄せており、その中で制服ウォッチングをバードウォッチングや昆虫採集になぞらえて解説している。
しかしながら、この書に関して言えば、一般からの受け入れられ方はそのどちらでもなかったように思われる。一部ではアダルトコンテンツとして扱う向きもあり、これを模して制服を着た少女写真集も出版された。
一般読者からもむしろ好意的に受け入れる層が一部にあり、地方新聞で類似の企画が行われた例もある。むしろどんなすてきな制服を着るか、といった形での制服への注目が集まり、一種の制服ブームのきっかけともなった。また、1980年代後半から90年代にかけて、高校進学に対しての志望校決定の理由に制服のデザインが考慮されるようになり、そのためにいろいろな学校で制服のデザインが一新されるようになったが、そのきっかけの一因ともいわれた。続編の出版には、こうした動向が反映された。
学校側でも存在を把握しており、当時不人気校だった品川女子学院校長の漆紫穂子は、制服が「生きた化石」と書かれていることを知り、制服がリニューアルされたことを出版社に通知したという。

## 書誌データ
- 『東京女子高制服図鑑』 弓立社、1985.7、ISBN 4-89667-002-7
- 『東京女子高制服図鑑 昭和62年度版』 弓立社、1986.12、ISBN 4-89667-004-3
- 『東京女子高制服図鑑 昭和63-64年度版』 弓立社、1988.6、ISBN 4-89667-007-8
- 『東京女子高制服図鑑 1989〜1990年度版』 弓立社、1989.12、ISBN 4-89667-009-4
- 『東京女子高制服図鑑 1991年度版』 弓立社、1991.2、ISBN 4-89667-160-0
- 『東京女子高制服図鑑 1992年度版』 弓立社、1991.12、ISBN 4-89667-260-7
- 『東京女子高制服図鑑 1993年度版』 弓立社、1992.12、ISBN 4-89667-266-6
- 『東京女子高制服図鑑 1994年度版』 弓立社、1993.12、ISBN 4-89667-365-4
- 『女子高制服図鑑 : 首都圏版（神奈川・千葉・埼玉）』 弓立社、2000.4、ISBN 4-89667-000-0